# Maquia
Maquia war ein Volumen- und Getreidemaß in Portugal und Brasilien. Es war das kleinste Maß vom Moio, dem Metzen. Vom Alqueires war es nur der 16. Teil. Da der Moio nicht einheitlich in der Größe war, schwankte der Maquia ebenso. Von 830,45 Liter (allgemeine durchschnittliche Größe des Moio) ergibt sich für das Maß als Richtwert:
- 1 Maquia = ½ Salamin/Selamin ≈ 0,86505 Liter

Die Maßkette war
- 1 Moio = 15 Fangas/Fanegas = 60 Alqueires = 120 Meios Alqueires (halbe Alqueires) = 240 Quarras/Viertel = 480 Oitavas/Achtel = 960 Meias Oitavas/halbes Achtel (Sechzehntel)/Salamins = 1920 Maquias = 830,45 Liter

und als verkürzte Maßkette war
- 1 Alqueire = 4 Quart = 16 Maquias = 697,75 Pariser Kubikzoll = 13,841 Liter

Als Getreidemaß in diesen Regionen:
- Bahia (Bras.): 1 Maquia = 0,9731 Liter
- Brasilien: 1 Maquia = 1,1333 Liter
- Madeira, Porto Santo:1 Maquia = 0,4405 Liter
- Portugal: 1 Maquia = 0,4325 Liter